# 風火輪小汽車
風火輪小汽車（英語：Hot Wheels）是美國玩具公司美泰兒1968年起推出的一種壓鑄玩具小車系列，目的為擴大火柴盒小汽車的市場，風火輪小汽車有額外的玩法就是它可以配合特製的賽道組和彈簧彈射器來比賽，所以開發出了一塊新商品市場，有許多小車的玩家為了跟朋友比賽而必須購買比車子貴得多的各種賽道組合，也因此多數風火輪小車都沒有後照鏡，這是為了配合在軌道上奔馳。

## 外部連結
- 官方网站